# Psilorhynchus nepalensis
Psilorhynchus nepalensis är en fiskart som beskrevs av Conway och Richard L. Mayden 2008. Psilorhynchus nepalensis ingår i släktet Psilorhynchus och familjen Psilorhynchidae. IUCN kategoriserar arten globalt som livskraftig. Inga underarter finns listade i Catalogue of Life.